# Rhagium mordax
Rhagium mordax là một loài bọ Cánh cứng trong phân họ Lepturinae, họ bọ cánh cứng sừng dài. Loài này phân bố ở Albania, Áo, Bỉ, Bulgaria, Croatia, Cộng hòa Séc, Đan Mạch, Phần Lan, Pháp, Đức, Hungary, Italia, Kazakhstan, Luxembourg, Hà Lan, Na Uy, Ba Lan, România, Nga, Serbia, Slovakia, Slovenia, Tây Ban Nha, Thụy Điển, Thụy Sĩ, Thổ Nhĩ Kỳ, và Anh quốc. Larvae develop ở silver fir, hazel, Betula pendula, Fagus sylvatica, và Castanea sativa. Ischnoceros rusticus là một loài ong bắp cày ký sinh từ ichneumonid sống ký sinh trên ấu trùng Rhagium mordax.

## Phân loại
Có năm biến thể của loài:
- Rhagium mordax var. altajense Plavilstshikov, 1915
- Rhagium mordax var. klenkai Heyrovský, 1914
- Rhagium mordax var. mediofasciatum Plavilstshikov, 1936
- Rhagium mordax var. morvandicum Pic, 1927
- Rhagium mordax var. subdilatatum Pic, 1917

## Hình ảnh

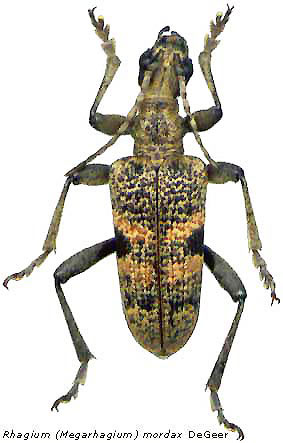
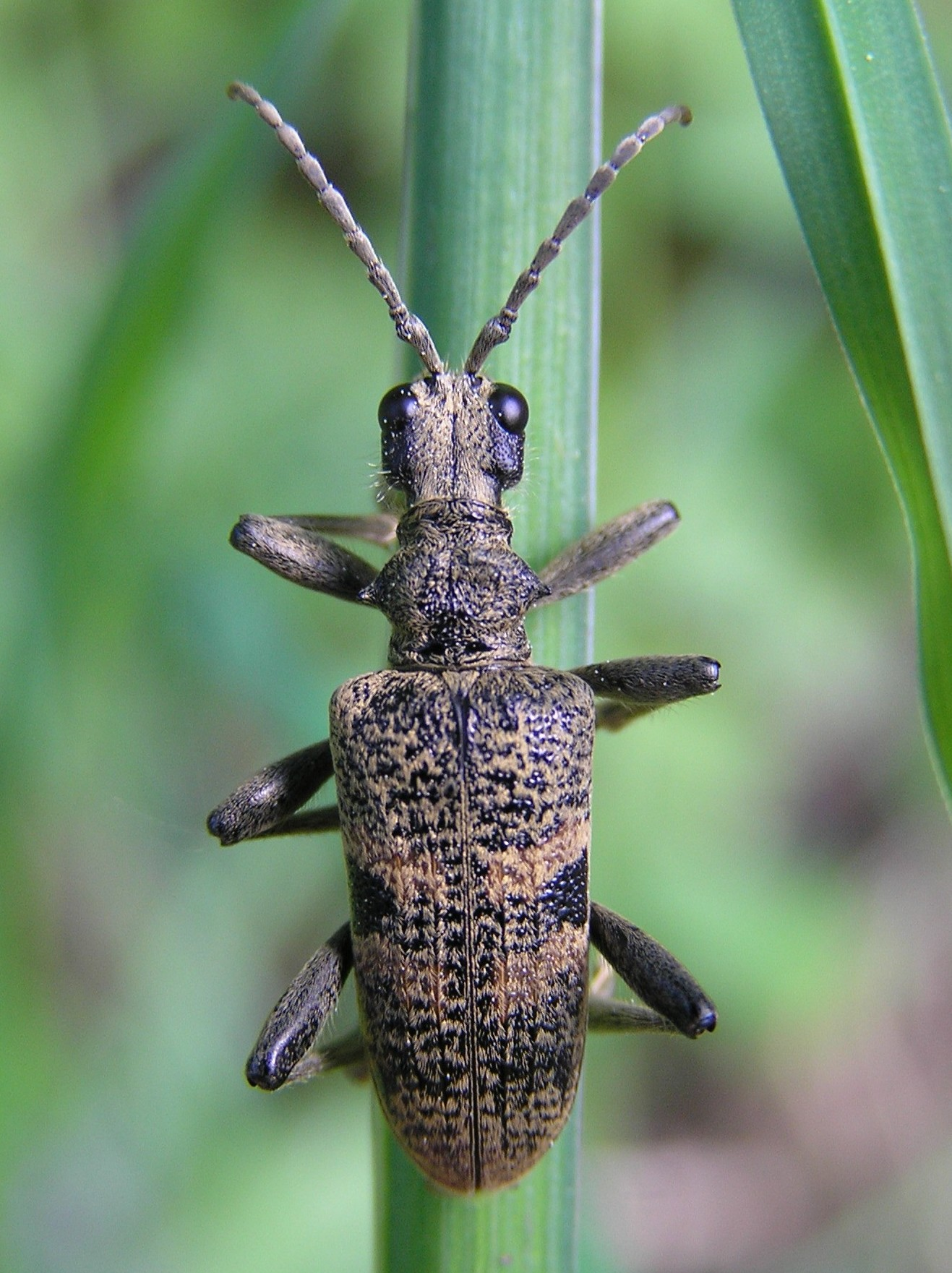
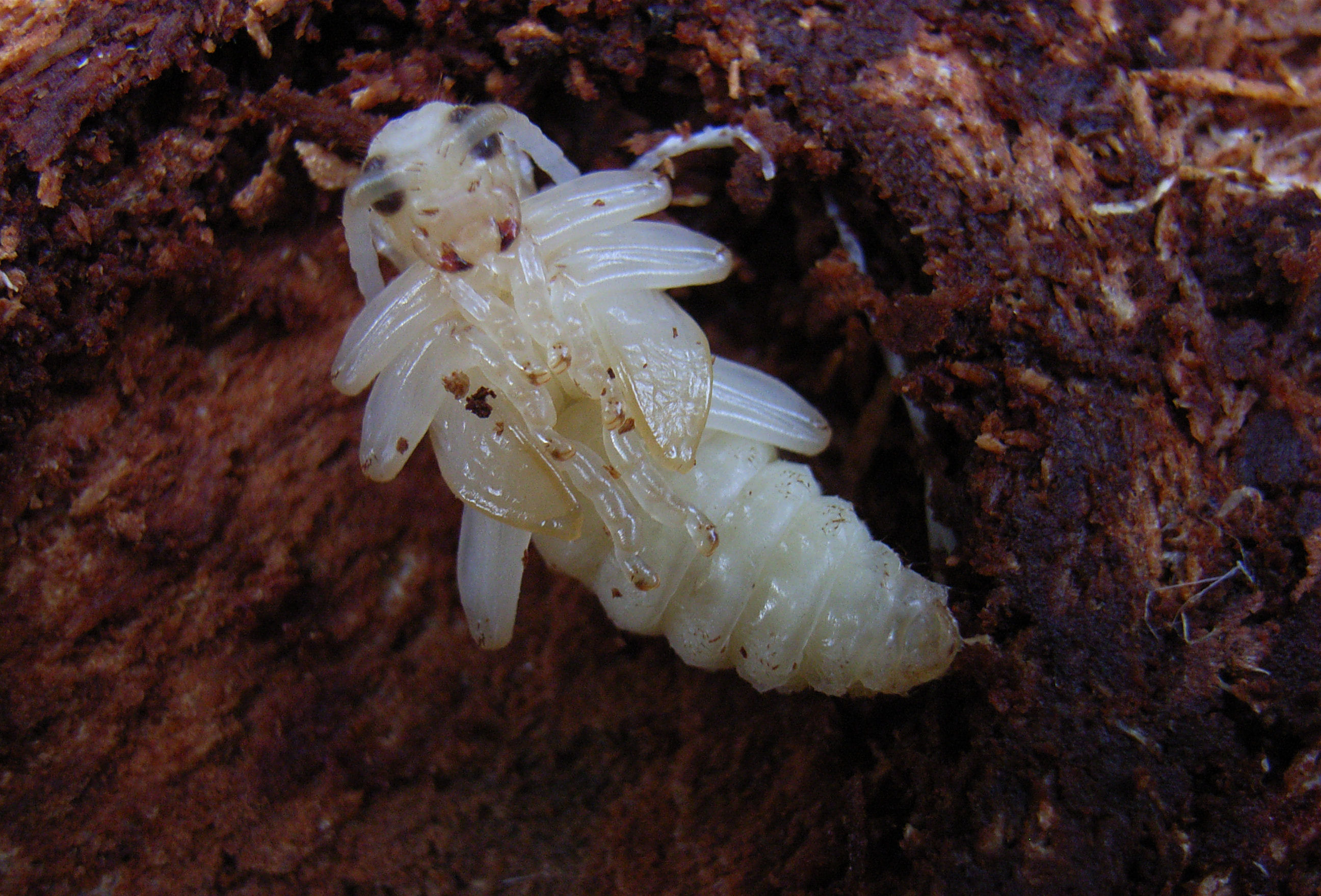
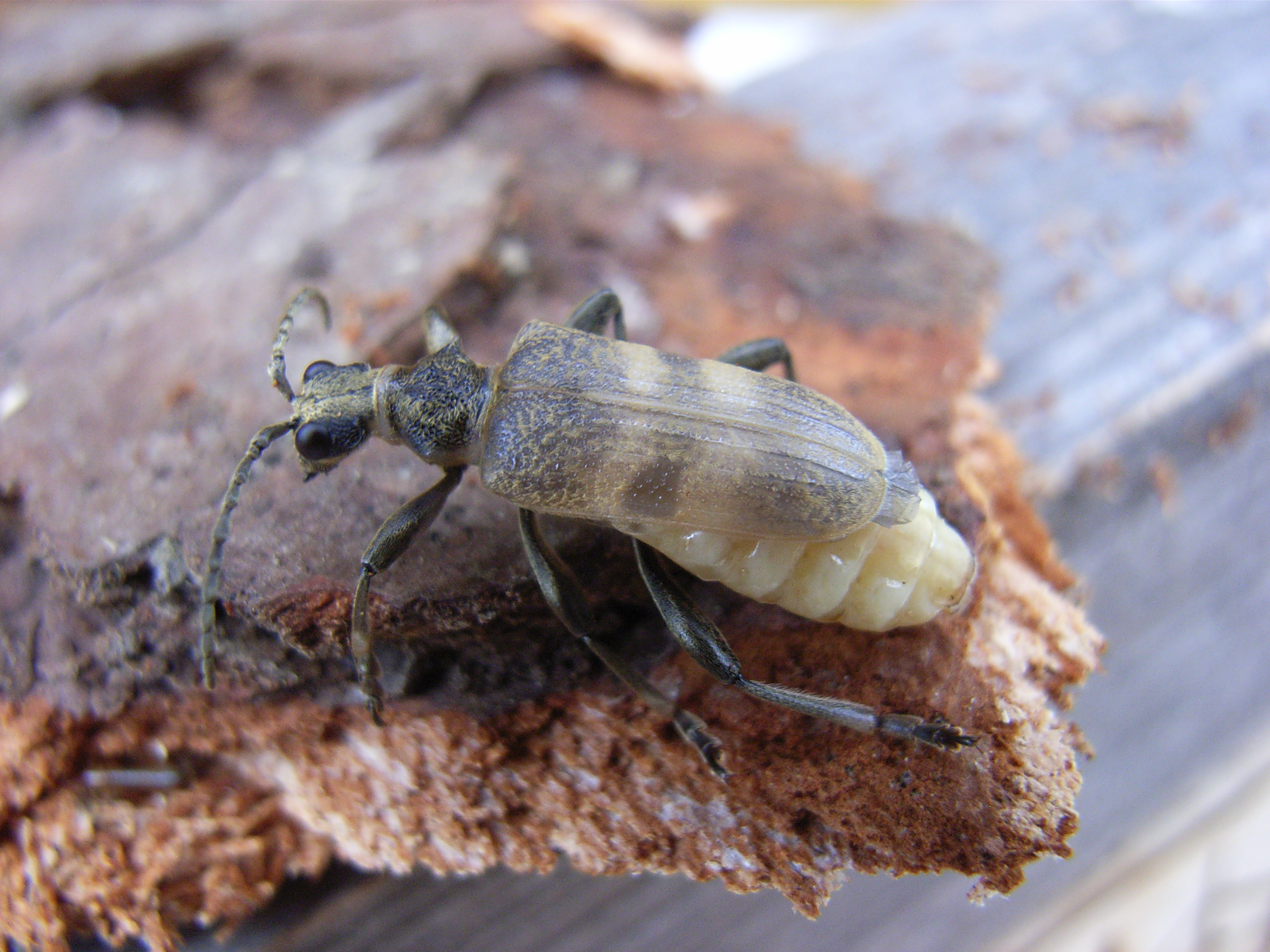